# Hello, Kitty!
A Hello, Kitty! (eredeti cím: Hello Kitty) japán animesorozat, amelyet a DIC Entertainment készített, Michael Maliani rendezésében. Japánban a TV Tokyo vetítette, Magyarországon az RTL Klub sugározta a Kölyökklub című műsorblokkban, és az Animax is adta.

## Ismertető
A főhős egy cicalány, akinek a neve Kitty. Kitty száját az animék kivételével sosem lehet látni. Kitty a barátaival együtt Rönkfalván él, ahol az élet csupa móka és kacagás. Kitty egy piros ruhát visel, és baloldalt a homlokán egy piros masnit hord. A szereplőknek sok érdekes, rejtélyes és varázslatos kalandjukat kísérhetik végig a nézők. Ezekben az animékben Kitty és a barátai a Grimm-mesék, a népmesék, Hans Christian Andersen meséi, Jean de La Fontaine meséi és még néhány mesemondó meséi főhőseinek szerepét játsszák el. A történeteik rendkívül szórakoztatóak.

## Epizódok

### 1. évad
1. Hófehérke
2. A fiú, aki farkast kiáltott
3. Jancsi és az óriásbab
4. A királynak szamárfülei nőttek
5. Jancsi és Juliska
6. Piroska és a farkas
7. A bambuszhercegnő
8. A császár új ruhája
9. Csipkerózsika
10. A tücsök és a hangya
11. A vadhattyúk
12. Az aranyfejsze és az ezüstfejsze meséje
13. A diótörő

### 2. évad
1. A vidéki egér és a városi egér
2. Momotáró
3. A teknőc és a nyúl
4. Hamupipőke
5. A gácsérkoma bendője
6. Aladdin és a csodalámpa
7. A kis gyufaárus lány
8. Csizmás kandúr
9. A rút kiskacsa
10. Hüvelyk Panna
11. Az északi szél és a nap
12. Hókirálynő
13. A három kismalac